# Bianca Maria Piccinino
Bianca Maria Piccinino (Trieste, 29 de janeiro de 1924) é uma jornalista e apresentadora de televisão italiana.

## Biografia
Nascida em Trieste em 1924, formou-se em biologia e entrou na RAI em 1953, como redatora de televisão e apresentadora de divulgação científica. Entre as emissões, apresentou juntamente com Angelo Lombardi e o assistente Andalù, o programa L'amico degli animali (O amigo dos animais); apresentou, pela Itália, o Festival Eurovisão da Canção.
Nos anos seguintes tornou-se responsável pelos serviços de moda e, em 1975, juntamente com Emilio Fede, foi a primeira mulher na Itália que conduziu um telejornal, o TG1. Em 29 de julho de 1981 apresentou, pela Itália, o casamento entre Carlos de Gales e Diana Spencer.
Aposentou-se em 1989 e, hoje, ensina "moda como costumes" na Academia Koefia em Roma, e escreve artigos para várias revistas.

## Honrarias
- San Giusto d'Oro, Trieste, 12 de dezembro 2014.[3]